# Quararibea cornucopiae
Quararibea cornucopiae là một loài thực vật có hoa trong họ Cẩm quỳ. Loài này được (Vischer) Vischer miêu tả khoa học đầu tiên năm 1919.